# Dan Auerbach
Daniel Quine Auerbach (né le 14 mai 1979) est un musicien américain multi-instrumentiste, plus connu pour être le guitariste et le chanteur du groupe The Black Keys, un duo de blues rock originaire d'Akron en Ohio. Depuis 2015 il est également le leader du groupe The Arcs. Il fut marié à Stephanie Gonis jusqu'en 2013, avec qui il a eu une fille nommée Sadie Little Auerbach en 2008. Son fils Early Auerbach est né en 2015 de sa relation avec Jen Goodall, leur mariage se terminant en 2019.

## Jeunesse
Daniel Quine Auerbach est le fils de Charles Auerbach (né en 1950) et de Mary Little Quine (née en 1948). Auerbach a grandi dans une famille enracinée dans la musique. Il s'est pris de passion pour le blues après avoir écouté les vieux vinyles de son père durant son enfance. Il a été influencé très tôt par sa famille du côté maternel, avec en particulier son oncle qui a joué du bluegrass. Auerbach se décrit lui-même comme un lycéen normal, qui fumait de la marijuana et qui était capitaine de l'équipe de foot du lycée. Il a été largement influencé par la musique de Junior Kimbrough à l'université, ce qui l'a presque poussé à arrêter ses études pour s'investir sérieusement dans la guitare. "Je l'ai tellement écouté, c'est comme si je l'entendais… je l'ai tellement scruté… je recevais des F à l'université parce qu'au lieu de réviser, j'écoutais la musique de Junior Kimbrough." Ses autres influences majeures incluent Robert Johnson, R.L. Burnside, Clarence White, Robert Nighthawk, T-Model Ford, Hound Dog Taylor, Mississippi Fred McDowell, Kokomo Arnold et Son House.

## The Barnburners

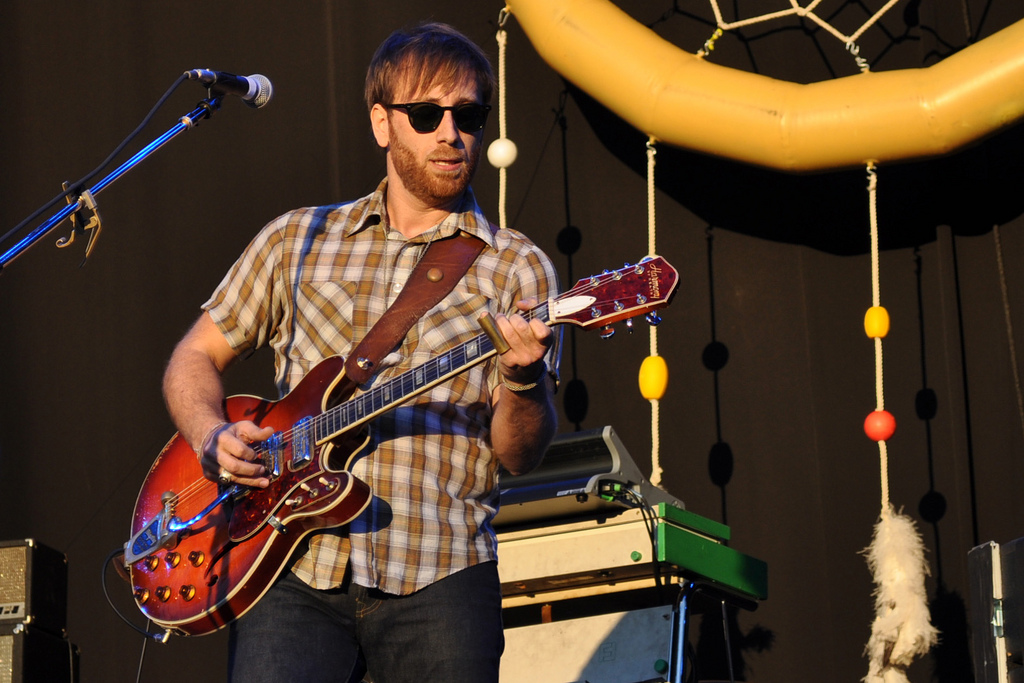
Dan Auerbach des Black Keys au Music Midtown, 2011.

Auerbach a été membre du groupe The Barnburners avant de former The Black Keys en 2001 avec le batteur Patrick Carney. Les deux autres membres de ce groupe étaient Jason Edwards et Kip Amore. The Barnburners était un groupe de blues qui jouait dans les clubs du nord est de l'Ohio et qui a sorti l'EP The Rawboogie contenant 6 morceaux. L'album inclut le morceau de Junior Kimbrough, Meet Me in the City, qu'Auerbach a repris par la suite avec The Black Keys dans leur album studio Chulahoma.

## The Fast Five
Auerbach a joué avec le groupe Fast Five en 2009. Le reste du groupe était composé des membres du groupe Hacienda et du percussionniste Patrick Hallahan de y Morning Jacket qui remplace Bob Cesare. C'est en partie avec eux qu'Auerbach enregistra son premier album solo Keep It Hid.

## Récompenses
Au cours de sa carrière, Auerbach a reçu 8 Grammys Awards : 
- 2010 : Meilleur album de musique alternative avec Brothers
- 2010 : Meilleure prestation vocale rock par un duo ou un groupe avec Tighten Up
- 2012 : Meilleure prestation rock et meilleure chanson rock avec Lonely Boy
- 2012 : Meilleur album rock avec El Camino
- 2012 : Meilleur album de blues avec Locked Down de Dr. John (en tant que producteur)
- 2012 : Producteur de l'année, non classique
- 2016 : Meilleur album rock avec Tell Me I'm Pretty de Cage the Elephant (en tant que producteur)

## Discographie

### Albums solo
- Keep It Hid (2009)
- Waiting On A Song (2017)

### Avec les Black Keys
- The Big Come Up (2002)
- Thickfreakness (2003)
- The Moan (2004)
- Rubber Factory (2004)
- Chulahoma (2006)
- Magic Potion (2006)
- Attack and Release (2008)
- Brothers (2010)
- El Camino (2011)
- Turn Blue (2014)
- Let’s Rock  (2019)
- Delta Kream  (2021)
- Dropout Boogie (2022)
- Ohio Players (2024)

### Avec The Arcs
- Yours, Dreamily, (2015)
- Electrophonic Chronic (2023)

### Blakroc
- Blakroc (2009)

## Collaborations musicales
- Jessica Lea Mayfield avec Blasphemy So Heartfelt – producteur, ingénieur son, mixeur, arrangeur, guitares acoustique et électrique, basse, batterie, chœur, piano, synthétiseur, orgue Hammond, piano jouet, lap steel, percussion
- Shivering Timbers : We All Started In The Same Place – producteur, ingénieur, batterie, mixeur
- Cadillac Sky : Letters In The Deep – producteur, ingénieur, mixeur
- Hacienda : Loud Is The Night – producteur, ingénieur, mixeur, chant de fond, guitare
- Hacienda : Big Red & Barbacoa – producteur, ingénieur, mixeur
- Radio Moscow : Radio Moscow – producteur, ingénieur, mixeur, guitare acoustique
- Buffalo Killers : Let It Ride – producteur, ingénieur, mixeur
- The Ettes (en) : Danger Is EP (2 songs) – producteur, ingénieur, mixeur
- The Ettes : Do You Want Power (1 song- No Home) – producteur, ingénieur, mixeur, piano
- Nathaniel Mayer : Why Don't You Give It To Me – coproducteur, comixeur, guitare, batterie, chant
- Nathaniel Mayer : Why Won't You Let Me Be Black? – coproducteur, comixeur, guitare, chant
- Brimstone Howl : Guts of Steel – producteur, ingénieur, mixeur
- Black Diamond Heavies : A Touch of Someone Else's Class – producteur, ingénieur, mixeur
- Patrick Sweany : Every Hour Is a Dollar Gone – producteur, ingénieur, mixeur
- SSM : SSM – enregistrement, ingénieur
- SSM : EP1 – enregistrement, ingénieur
- Ultraviolence (Lana Del Rey) - Producteur
- Nomad (Bombino) -Producteur

## Équipements

### Guitares
- Fender Jerry Donahue Telecaster
- Harmony Stratotone
- Gibson Firebird VII
- Harmony Heath TG-46
- Supro Martinique
- Rickenbacker 360
- Ibanez SG copy
- National Newport 88
- Guild Thunderbird

### Amplification
- Fender Quad Reverb
- Marshall JTM45 and vintage Marshall 8x10 cab
- Fender Twin|Fender '65 Twin Reverb Reissue
- Fender Musicmaster Bass
- Fender Super Reverb
- Ampeg Gemini

### Effets
- Ibanez Standard Fuzz
- Shin-ei Fuzz
- Marshall Supafuzz
- Sovtek Big Muff
- Earthquacker devices Hoof
- Gibson Maestro Fuzz Tone
- Tubeplex tape delay
- Fulltone Tape Echo
- Boss TR-2 Tremolo
- Boss Digital Reverb RV-5